# Leizhou

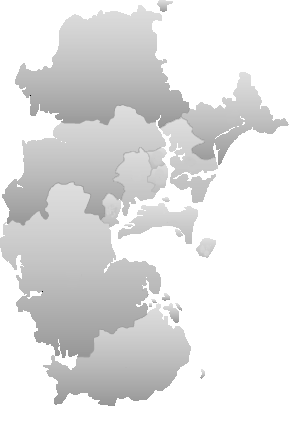
Lage der kreisfreien Stadt Leizhou im Gebiet der bezirksfreien Stadt Zhanjiang

Leizhou (chinesisch 雷州市, Pinyin Léizhōu Shì, Jyutping Leoi4zau1 Si5 – „Leizhou-Stadt“) ist eine kreisfreie Stadt in der chinesischen Provinz Guangdong. Sie gehört zur bezirksfreien Stadt Zhanjiang, verwaltet eine Fläche von 3.707 km², auf der 1.321.091 Einwohner (Stand: Zensus 2020) lebten. In Leizhou wird Kantonesisch gesprochen. Die Stadt befindet sich auf der Halbinsel Leizhou (Leizhou Bandao) zwischen dem Golf von Tonking und dem Südchinesischen Meer.

## Bevölkerung
Zum Jahresende 2015 lebten in Leizhou 1 476 900 Personen, davon waren 422 500 Stadtbewohner (28,61 %) und 1 054 400 Landbewohner (71,39 %). Zum gleichen Zeitpunkt waren jedoch 1 773 516 Personen in 434 010 Haushalten in Leizhou registriert. Die registrierte Bevölkerung setzt sich aus 945 554 Männern (53,3 %) und 827 962 (46,7 %) Frauen zusammen. Die ansässige Bevölkerung ist von 1 175 200 Personen im Jahr 1991 auf 1 476 900 im Jahr 2016 gestiegen;, im Jahr 2015 lag die Geburtenrate bei 13,36 ‰, die Sterberate bei 6,30 ‰ und das natürliche Bevölkerungswachstum bei 7,06 ‰.

## Klima
Das Klima von Leizhou wird durch milde Winter, lange warme Sommer und einen kurzen Herbst gekennzeichnet; es herrscht praktisch nie Frost. Aufgrund seiner geographischen Lage erhält es große Mengen an Feuchtigkeit, Steigungsregen und Regen im Gefolge von Taifunen.
Die Jahresdurchschnittstemperatur in Leizhou liegt bei etwa 22 °C. Der kühlste Monat ist dabei der Januar mit durchschnittlich 15,5 °C, am wärmsten ist es im Juli mit durchschnittlich 28,4 °C. Die gemessenen Extrema liegen bei 0 °C am 2. und 29. Dezember 1975 sowie bei 38,5 °C am 8. Juni 1977. Pro Jahr gibt es im Schnitt 2003,6 Sonnenstunden, die relative Luftfeuchte liegt bei 84 % und die durchschnittliche Windgeschwindigkeit bei 3,6 Metern pro Sekunde.
An durchschnittlich 135 Tagen im Jahr fällt Niederschlag, der sich auf 1711,6 mm pro Jahr summiert. Dabei gibt es eine ausgeprägte Trockenzeit zwischen November und März, wo Nordwinde trockene Kontinentalluft heranführen; die Regenfälle liegen dadurch bei nur 20–30 mm monatlich, wobei der Januar der trockenste Monat ist. Weniger als 10 % der jährlichen Niederschläge fallen diesen fünf Monaten. Gelegentlich dauert die Trockenzeit bis Mai, was dann Ertragseinbußen in der Landwirtschaft zur Folge hat. Die Regenzeit, in der Südwinde feuchte Meeresluft auf den Kontinent wehen, dauert hingegen von Juli bis September. In dieser Periode fallen 60–70 % der jährlichen Niederschlagsmenge. Der feuchteste Monat ist hierbei der Juli, in dem zwischen 279 mm und 353 mm Regen fallen.
Aufgrund von geographischen Besonderheiten gibt es deutliche klimatische Unterschiede innerhalb des Territoriums von Leizhou. Der Norden und Osten erhält deutlich mehr Niederschlag als der Südwesten. So werden in der Gemeinde Kelu durchschnittlich 1775 mm Jahresniederschlag gemessen, in Yangtian 1711 mm und in den östlich gelegenen Gemeinden Tiaofeng, Yingli und Longmen 1912 mm. Im Hügelland in der Mitte von Leizhou betragen die Niederschläge 1593 mm pro Jahr, im Südwesten an der Küste (Beihe, Fangcan, Zhaodou) hingegen nur 1180 mm. Hier sind dafür die Jahresdurchschnittstemperaturen und die Anzahl der Sonnenstunden höher als im Norden oder Osten.
Das Gebiet von Leizhou wird regelmäßig von Taifunen in Mitleidenschaft gezogen, die entweder in der Nähe der Philippinen oder im Südchinesischen Meer (Spratly-Inseln, Zhongsha-Inseln) entstehen. Die Taifun-Saison beginnt im Mai und endet im November. In drei von vier Jahren wird Leizhou mindestens einmal von einem Taifun direkt getroffen, jährlich im Schnitt 2-3 Mal, im Extremfall 8 Mal, wird gerät es in den Einflussbereich eines Taifuns. Starkregen und Sturmfluten richten dabei Schäden in der Landwirtschaft an.

## Administrative Gliederung
Auf Gemeindeebene ist Leizhou in drei Straßenviertel und 18 Großgemeinden untergliedert.

## Sehenswürdigkeiten
Der Leizu-Tempel zu Ehren des ersten kaiserlichen Statthalters in der Region Chen Wenyu steht seit 1996 auf der Liste der Denkmäler der Volksrepublik China (4-181).